# جنرال اتمیکس ام‌کیو ۹ ریپر
جنرال اتمیکس ام‌کیو-۹ ریپر (انگلیسی: General Atomics MQ-9 Reaper)، پهپادی تهاجمی با قابلیت انجام عملیات پروازی کنترل از راه دور یا خودمختار است که توسط شرکت جنرال اتمیکس اِروناتیکال سیستمز عمدتاً برای نیروی هوایی ایالات متحده آمریکا توسعه یافته است. ام‌کیو ۹ و سایر پهپادها توسط نیروی هوایی آمریکا به عنوان وسایل نقلیه خلبان از راه دور (Remotely Piloted Vehicles/Aircraft یا به‌طور خلاصه RPV/RPA) شناخته می‌شوند، تا نشانگر کنترل‌کننده‌های زمینی انسانی آن‌ها باشد.
ام‌کیو-۹، اولین پهپاد ضربتی است که برای تجسس طولانی مدت در ارتفاع بالا طراحی شده است.
پهپاد ام‌کیو-۹ یک هواپیمای بزرگتر، سنگین‌تر و توانمندتر از ام‌کیو-۱ قبلی است. می‌توان آن را با همان سیستم‌های زمینی که برای کنترل ام‌کیو-۱ استفاده می‌شود، کنترل کرد. ام‌کیو۹ دارای یک موتور توربوپراپ با قدرت ۹۵۰ اسب‌بخار-شفت (۷۱۲ کیلووات) است (در مقایسه با موتور پیستونی ۱۱۵ اسب بخاری (۸۶ کیلووات) ام‌کیو۱). قدرت بیشتر به ریپر اجازه می‌دهد تا ۱۵ برابر بیشتر محموله مهمات حمل کند و با سرعتی در حدود سه برابر ام‌کیو-۱ حرکت کند. این هواپیما توسط خدمه هواپیما که در ایستگاه کنترل زمینی (GCS) مستقر هستند، نظارت و کنترل شده و از سلاح استفاده می‌کند.
در سال ۲۰۰۸، بال هجومی ۱۷۴ام گارد ملی هوایی نیویورک، انتقال از جنگنده‌های خلبان‌دار اف-۱۶ به ام‌کیو-۹ای ریپر را آغاز کرد و اولین واحد جنگنده‌ای شد که به‌طور کامل به استفاده از هواپیمای جنگی بدون سرنشین (UCAV) رو آورد. در مارس ۲۰۱۱، نیروی هوایی آمریکا خلبانان بیشتری را برای وسایل نقلیه هوایی بدون سرنشین پیشرفته نسبت به هر سیستم تسلیحاتی دیگر آموزش داد.
نیروی هوایی آمریکا بیش از ۳۰۰ ام‌کیو-۹ ریپر را تا ماه مه ۲۰۲۱ عملیاتی کرد.
در ۳ ژانویه ۲۰۲۰، حمله موشکی یک پهپاد ام‌کیو-۹ متعلق به نیروی هوایی ایالات متحده آمریکا به فرودگاه بین‌المللی بغداد، قاسم سلیمانی، فرمانده سپاه قدس سپاه پاسداران انقلاب اسلامی و ابومهدی المهندس، معاون فرمانده سازمان حشد شعبی را ترور کرد. در سال ۲۰۱۸ نیز در عملیات ارتش ایالات متحده علیه اهداف روسیه در سوریه این پهپاد چندین پایگاه و اهداف زمینی نیروهای مسلح روسیه و گروهک شبه گروهک واگنر روسیه را منهدم کرد.

## طراحی

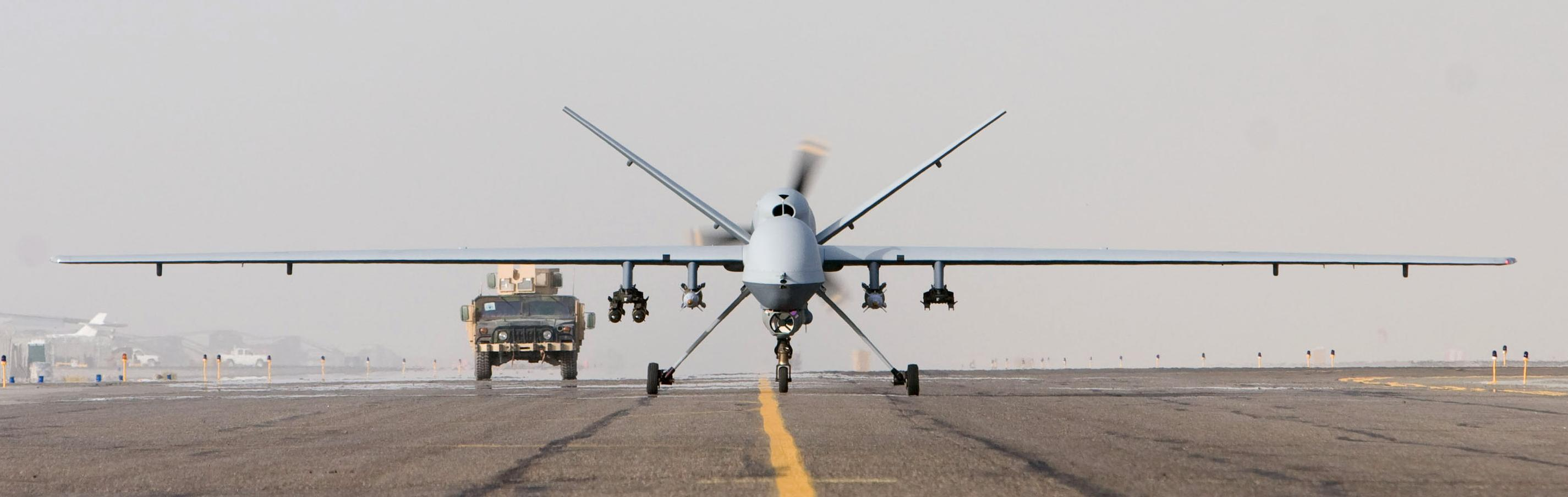
تاکسی‌کردن ام‌کیو-۹ ریپر در افغانستان.

یک سامانه معمولی ام‌کیو-۹ شامل چندین هواپیما، ایستگاه کنترل زمینی، تجهیزات ارتباطی، لوازم یدکی تعمیر و نگهداری و پرسنل است. یک خدمه پرواز نظامی شامل یک خلبان، اپراتور حسگر و هماهنگ‌کننده اطلاعات مأموریت است. این هواپیما از یک موتور توربوپراپ با قدرت ۹۵۰ اسب بخار (۷۱۰ کیلووات) بهره می‌برد، و حداکثر سرعت آن حدود ۲۶۰ گره (۴۸۰ کیلومتر در ساعت یا ۳۰۰ مایل در ساعت) و سرعت کروز آن ۱۵۰ تا ۱۷۰ گره (۱۷۰ تا ۲۰۰ مایل در ساعت یا ۲۸۰ تا ۳۱۰ کیلومتر در ساعت) می‌باشد.
ام‌کیو-۹ با طول بال‌های ۲۰ متری و حداکثر بار ۱۷۰۰ کیلوگرم، می‌تواند به انواع تسلیحات از جمله موشک‌های هلفایر و یگان‌های بمب هدایت لیزری ۵۰۰ پوندی (۲۳۰ کیلوگرم) مسلح شود. استقامت آن در هنگام انجام ماموریت‌های اطلاعاتی، مراقبتی و شناسایی ۳۰ ساعت است که در صورت حمل بار کامل سلاح به ۲۳ ساعت کاهش می‌یابد.
پرداتور و ریپر برای عملیات نظامی طراحی شده‌اند و برای پرواز در میان ترافیک شلوغ خطوط هوایی مناسب نیستند. این هواپیما معمولاً فاقد سیستم‌هایی است که می‌توانند با مقررات See-And-Avoid اداره هوانوردی فدرال مطابقت داشته باشند. در سال ۲۰۰۵، درخواست‌هایی مبنی بر استفاده از ام‌کیو-۹ در عملیات‌های جستجو و نجات پس از طوفان کاترینا ارائه شد، اما چون مجوز FAA در آن زمان وجود نداشت، از آن استفاده نشد. در ۱۸ مه ۲۰۰۶، اداره هوانوردی فدرال (FAA) گواهی مجوزی صادر کرد که به پهپادهای ام‌کیو-۱ و ام‌کیو-۹ اجازه می‌داد در حریم هوایی غیرنظامی آمریکا برای جستجوی بازماندگان بلایا پرواز کنند.
از پهپاد ریپر به عنوان بستر آزمایشی گورگون استیر، که یک سیستم حسگر نظارت گسترده است، استفاده شد. افزایش ۱ سیستم برای اولین بار در مارس ۲۰۱۱ در ریپر اجرا شد و می‌توانست مساحتی معادل ۱۶ کیلومتر مربع (۶٫۲ مایل مربع) را پوشش دهد. افزایش ۲، ترکیب ARGUS-IS و گسترش منطقه تحت پوشش تا ۱۰۰ کیلومتر مربع (۳۹ مایل مربع)، در اوایل سال ۲۰۱۴ به قابلیت عملیاتی اولیه (IOC) دست یافت. این سیستم دارای ۳۶۸ دستگاه دوربین است که قادر به گرفتن پنج میلیون پیکسل از هر کدام برای ایجاد تصویری در حدود ۱٫۸ میلیارد پیکسل است؛ ویدئو با سرعت ۱۲ فریم در ثانیه جمع‌آوری می‌شود و چندین ترابایت داده در دقیقه تولید می‌کند.

## کاربران
- ایالات متحده آمریکا (در خدمت)
- بلژیک (در خدمت)
- کانادا (تاریخ شروع تحویل از سال ۲۰۲۸)
- جمهوری دومینیکن (در اختیار گذاشته شده توسط آمریکا جهت کشف و شناسایی مواد مخدر در سال ۲۰۱۲)
- فرانسه (در خدمت)
- آلمان (سفارش لغو شده)
- یونان (درخواست خرید داده شده در سال ۲۰۲۲)
- هند (سفارش داده شده و تعدادی اجاره شده از ایالات متحده)
- ایتالیا (در خدمت)
- ژاپن (در خدمت)
- مراکش (درخواست خرید داده شده در سال ۲۰۲۰)
- هلند (در خدمت)
- لهستان (سفارش داده شده و تعدادی اجاره شده از ایالات متحده)
- اسپانیا (در خدمت)
- تایوان (سفارش داده شده)
- امارات متحده عربی (سفارش داده شده)
- بریتانیا (در خدمت)
- استرالیا (سفارش لغو شده)

## حوادث و تلفات
مشکلات فنی
- در سپتامبر ۲۰۰۹ با از دست رفتن کنترل یک عدد پهپاد MQ-9 (در حالی که پهپاد درحال انجام عملیات در افغانستان بود) بدون هیچ‌گونه کنترلی از سمت ارتش آمریکا در حال حرکت خودسرانه به مرز افغانستان-تاجیکستان بود که با رهگیری و شلیک موشک توسط اف-15ئی استرایک ایگل ساقط شد.[۲۰]
- در آپریل ۲۰۱۳ یک پهپاد MQ-9 به دلیل نقص فنی در حین عملیات نظارت در مالی سقوط کرد.[۲۱]
- در سال ۲۰۱۵ تعداد پهپاد های MQ-9 از بین رفته نیرو هوایی ایالات متحده به میزان رکورد دار بیست عدد رسید، تحقیقاتی در این باره با همکاری نیرو هوایی ایالات متحده و جنرال اتمیکس شروع شد و در پایان به دلیل "مشکلات متعدد در کیفیت ساخت" نتوانستند به طول دقیق علت این تعداد سقوط های متعدد پهپاد هارا مشخص کنند.[۲۲]

تلفات
- در ژوئیه ۲۰۱۰ سی و هشت عدد پهپاد MQ-9 در صحنه نبرد در افغانستان و عراق در آسمان نابود و یا مفقود شد. نه عدد دیگر هم در همان سال طی آموزش از بین رفتند.[۲۳]
- در نوامبر ۲۰۱۹ یک پهپاد MQ-9 ایالات متحده با سامانه سام-۲۲ توسط ارتش ملی لیبی با کمک گروه واگنر سرنگون شد.[۲۴]
- در اوت ۲۰۲۰ وزارت_دفاع_ایالات_متحده_آمریکا اعلام کرد که دو عدد پهپاد MQ-9 در آسمان سوریه سقوط کردند.[۲۵][۲۶]
- در ژوئیه ۲۰۲۲ یک پهپاد MQ-9 نیرو هوایی ایالات متحده در حین تمرین در رومانی سقوط کرد.[۲۷]
- در مارس ۲۰۲۳ دو جنگنده سوخو-۲۷ با یک پهپاد MQ-9 رو به رو شده و یکی از آنها با پهپاد به صورت عمدی برخورد می کند، قبل از آن نیز، جنگنده با باز کردن دریچه سوخت و ریختن سوخت جنگنده روی پهپاد و پرواز نزدیک با آن، اقدام به صدمه زدن و تلاش به سقوط پهپاد شده که در آخر نیز موفق می شود پهپاد را بر فراز دریا ساقط کند. این اقدام روسیه باعث واکنش های منفی از سوی ایالات متحده شد. به دلیل عمق زیاد دریا در محل سقوط نیز هیچ یک از دو طرف روسی ها و آمریکایی ها موفق به بازیابی لاشه پهپاد نشدند.[۲۸]

عملیات حوثی‌ها
- در اکتبر ۲۰۱۷ فرماندهی مرکزی ایالات متحده آمریکا اعلام کرد که یک پهپاد MQ-9 توسط حوثی‌ها بر فراز صنعا سرنگون شده است.[۲۹][۳۰]
- در ژوئن ۲۰۱۹ یک پهپاد MQ-9 در آسمان یمن توسط سیستم موشکی سام-۶ حوثی‌ها با کمک ایران سرنگون شد.[۳۱]
- در اوت ۲۰۱۹ یک پهپاد MQ-9 در آسمان شهر ذمار یمن با موشک فاطر 1(سیستم بهبود یافته سام-۶) حوثی‌ها سرنگون شد.[۳۲]
- در نوامبر ۲۰۲۳ یک پهپاد MQ-9 توسط حوثی ها بر فراز آسمان دریای سرخ سرنگون شد.[۳۳]
- در ژانویه ۲۰۲۴ گروه مقاومت اسلامی عراق ادعا کرد که یک پهپاد MQ-9 را در آسمان شهر مقدادیه سرنگون کرده است.[۳۴]
- در فوریه ۲۰۲۴ حوثی ها یک عدد MQ-9 Reaper در نزدیکی یمن را سرنگون کردند.[۳۵]
- در آوریل ۲۰۲۴ حوثی ها به یک کشتی نفتی انگلیسی خسارت وارد کرده و یک پهپاد MQ-9 Reaper را سرنگون کردند.[۳۶]
- در سپتامبر ۲۰۲۴ حوثی ها دو پهپاد MQ-9 Reaper را در استان ذمار سرنگون کردند.[۳۷]
- در نوامبر ۲۰۲۴ حوثی ها ادعا کردند که یک پهپاد MQ-9 Reaper را در استان جوف یمن سرنگون کردند.[۳۸]
- در دسامبر ۲۰۲۴ حوثی ها ادعا کردند که یک پهپاد MQ-9 Reaper را در استان بیضا یمن سرنگون کردند.[۳۹]